# 拉濟明

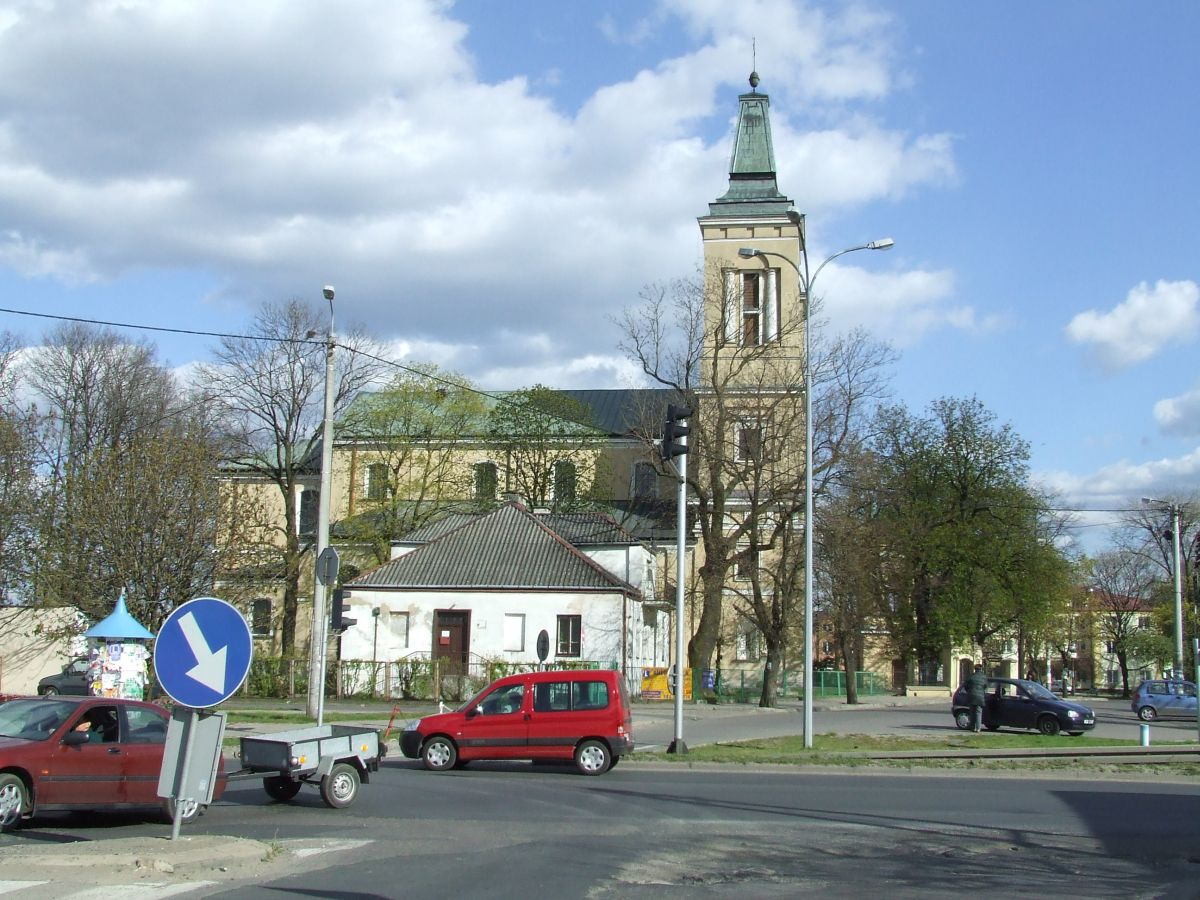

拉濟明是波蘭的城鎮，位於馬佐夫舍省，距離首都華沙25公里，始建於十三世紀。面積23.39平方公里，2024年人口14,962。

## 外部連結
- radzymin.pl （页面存档备份，存于）
- Jewish Community in Radzymin （页面存档备份，存于） on Virtual Shtetl

52°25′N 21°11′E / 52.417°N 21.183°E
1. ↑  , Główny Urząd Statystyczny, 2024-07-22  [2025-02-01], （原始内容存档于2024-12-04） （波兰语）